# Skader
Skader (albansko Shkodër, Shkodra, srbohrvaško Skadar) je mesto ob Skadrskem jezeru v  severozahodni Albaniji, glavno mesto Skadrskega okrožja. Je eno od najstarejših in zgodovinsko najpomembnejših albanskih mest ter pomembno kulturno in gospodarsko središče. Mesto ima 74.876 prebivalcev, celo okrožje pa 217.375 prebivalcev.

## Etimologija
Na antičnih kovancih, kovanih v Skadru med vladanjem kralja Gencija, je napis  ΣΚΟΝΔΡΙΝΩΝ [SKONDRION]. Nekateri zgodovinarji trdijo, da je ime latinskega porekla, drugi, da je ilirsko. Njegovo italijansko ime je Scutari, grško Σκουτάριον [Skoutarion] ali Σκόδρα [Skodra], srbohrvaško Skadar/Скадар in turško İşkodra [Iškodra]. Ljudska etimologija izvaja ime iz izraza "Ško-drin", ki v albanščini pomeni  "kjer teče Drim". Reka Drim, ki je povezana z reko Bojano, teče pod skadrskim Rozafskim gradom (albansko: Kalaja e Rozafës). Nekateri poznavalci menijo, da je ime nastalo iz izraza "Shko në Kodër", ki v albanščini pomeni "pojdi na hrib" in simbolizira grad Rozafa na griču pred Skadrom.

## Zgodovina

### Antika
Mesto Skodra (grško: Σκάρδον [Skárdon], latinsko: Scodra) je bilo znano že v antiki in je bilo od srede 3. stoletja pr. n. št.  prva prestolnica ilirskega Ardijejskega kraljestva. Mesto je bilo prvič omenjeno v klasičnem obdobju kot mesto ilirskih Labeatov in prestolnica kralja Gencija, v kateri je imel svojo kovnico denarja, in kraljice Tevte. Leta 168 pr. n. št. so mesto zasedli Rimljani in ga kolonizirali. Postalo je pomembno trgovsko in vojaško središče. Spadalo je v rimsko provinco Ilirik in kasneje v provinco Dalmacijo. Po letu 395 je bilo del dakijske škofije znotraj province Prevalitanije, ki je zajemala današnjo Srbijo, Črno goro in Albanijo.

### Srednji vek
Na začetku srednjega veka so začela na južni Jadran prihajati prva slovanska plemena. De administrando imperio, ki ga je napisal bizantinski cesar Konstantin VII. Porfirogenet, opisuje, da je cesar Heraklij v prvi polovici 6. stoletja dal Skader z okolico Srbom. Srbi so kmalu zatem na tem ozemlju ustanovili svojo kneževino Dukljo, ki je bila podložna svoji severni sosedi, kneževini Raški. V prvi polovici 10. stoletja sta obe kneževini priznali vrhovno oblast bolgarskih carjev.
Veliki knez Časlav Klonimirović, ki je vladal sredi 10. stoletja, je kmalu dobil oblast nad srbskimi ozemlji, ki so bila pred tem pod bizantinsko in bolgarsko oblastjo. Med vladanjem svetega Jovana Vladimirja, ki je mesto obranil pred  vstajniškimi albanskimi plemeni, je bil Skader prestolnica Duklje. Jovan Vladimir je moral Dukljo za nekaj časa predati bolgarskemu carju Samuelu.
Bizantinci so kasneje celo regijo vključili v svoje cesarstvo in ustanovili Srbsko témo, v kateri je vladal strateg Konstantin Diogen.  Dukeljski knez Stefan Vojislav se je v prvi polovici 11. stoletja uspešno vojskoval z Bizantinci in izgnal zadnjega srbskega stratega Teofila Erotika. Dukeljski in dalmatinski kralj Konstantin Bodin je v Skadru sprejel križarje, ki so se leta 1101 odpravili na pohod proti vzhodu. Skader je po dolgoletnih dinastičnih sporih v 12. stoletju postal del Zete, ki je bila del srednjeveške Srbije. Kasneje je prišel pod oblast Balšićev, katerim so sledili albanski Dukadžini. Dukadžini so mesto predali Benečanom in skupaj s številnimi okoliškimi albanskimi plemeni sklenili zavezništvo proti Osmanskemu cesarstvu.

### 15.–19. stoletje
Skader pod Beneško oblastjo je leta 1474 odbil velik napad osmanske vojske. Leta 1478 so Osmani pod poveljstvom samega sultana Mehmeda Osvajalca ponovno obkolili in oblegali mesto in ga obstreljevali z desetimi topovi. Nekateri od njih so lahko streljali do 380 kg težke krogle, vendar se mesto ni vdalo. Mehmed je zapustil bojišče in obleganje prepustil svojim generalom.   Osmani so do zime postopoma zasedli okoliške trdnjave Lezha, Drisht in Žabljak Crnojevića. Padec trdnjav, stalno obstreljevanje in lakota so skrhali moralo branilcev, napadalci na drugi strani pa so bili obupani zaradi žilavega odpora. Neposreden napad na utrjeno mesto na hribu bi na napadalčevi strani zahteval veliko žrtev, zato sta obe strani začeli razmišljati o premirju. 25. januarja 1479 sta Beneška republika in Osmansko cesarstvo sklenila mir in obleganje se je končalo. Prebivalci so dobili zagotovilo, da se lahko brez posledic umaknejo in Osmani so brez odpora zasedli opustošeno mesto.
Po osmanski okupaciji je veliko prebivalcev pobegnilo. V 17. stoletju se je mesto razcvetelo in postalo središče Skutarskega sandžaka in gospodarsko središče severne Albanije. Mestni obrtniki so proizvajali tkanine, svilo, orožje in srebrn nakit. V drugi polovici 18. stoletja sta se zgradili dve veliki zidani skladišči, bazar in Glavni ali Srednji most (Ura e Mesit) preko reke Kir, dolg več kot sto metrov. Most je imel 13 kamnitih lokov, od katerih je bil največji dolg  22 metrov in visok 12 metrov.
V 18. stoletju je Skader postal središče Skadrskega pašaluka, v katerem je od leta 1757 do 1831 vladala družina Bushati. Po  padcu pašaluka se je prebivalstvo Skadra večkrat uprlo osmanski oblasti (1833–1836, 1854, 1861–1862 in 1869). V tem obdobju so se morale iz mesta izseliti številne srbske družine.
V drugi polovici 19. stoletja je mesto postalo pomembno središče Skadrskega vilajeta in celega Balkana.  Imelo je več kot 3.500 trgovin in delavnic in proizvajalo predvsem oblačila, usnje, tobak in smodnik. Trgovanje je nadzirala posebna državna uprava. Ustanovljeno je bilo trgovsko sodišče in direktorat poštnih služb za poslovanje s tujino. Po letu 1718 so začele tuje države v Skadru odpirati tudi svoja diplomatska predstavništva. Pomorski promet je potekal preko pristanišč v Obotu in Ulcinju, kasneje pa preko Shëngjina (San Giovanni di Medua). V 19. stoletju sta bila v mestu ustanovljena jezuitsko semenišče in frančiškanski samostan. Mesto je bilo tudi pomembna postaja nelegalne trgovine med Črno Goro in zahodno Evropo.
Skader je igral pomembno vlogo v Prizrenski ligi (za zaščito nacionalnih interesov Albancev). Skadrski odbor Prizrenske lige je imel svojo oboroženo enoto, ki je branila Plav, Gusinje, Hoti in Grudo in sodelovala v vojni za Ulcinj.
Sredi 19. stoletja je bil Skader pomembno kulturno središče. V 1840. letih je bila zgrajena knjižnica Bushati, v kateri je bilo središče skadrske veje Prizrenske lige. Mnogo knjig je bilo tudi v knjižnicah katoliških misijonov. Ustanovljena so bila literarna, kulturna in športna društva, na primer Bashkimi (Zedinjenje) in Agimi (Zarja). Začeli so se tiskati prvi časopisi in druge publikacije v albanskem jeziku. V mestu je začela delovati družina fotografov Marubi, ki je zapustila 150.000 negativov iz obdobja albanskega osvobajanja, dviga albanske zastave v Vlori in meščanskega življenja na prelomu 19. in 20. stoletja.
Skader je bil do leta 1867 sandžak v Rumelijskem vilajetu, potem pa se je združil s Skopskim sandžakom in postal Skadrski vilajet. Vilajet je bil razdeljen na Skadrski, Prizrenski in Debarski sandžak. Leta 1877 je Prizren prešel v Kosovski vilajet, Debar pa v Monastirski vilajet. Mesto Drač je postalo sandžak. Leta 1878 sta Bar in Podgorica pripadla Črni gori. Leta 1900 se je Skadrski vilajet razdelil na Skadrski in Draški sandžak.

### 20. stoletje
Ko je vojska Črnogorskega kraljestva med balkanskimi vojnami porazila osmansko vojsko, je Skader prehajal iz enih rok v druge. Osmanska vojska pod poveljstvom Hasan Riza Paše in Esad Paše Toptanija se je sedem mesecev obkoljena upirala črnogorskim in srbskim silam in zadala nasprotniku težke izgube. 30. januarja 1913 so Hasan Pašo v skrivnostnih okoliščinah ubili iz zasede  in Esad Paša se je aprila 1913 vdal. Črnogorske in srbske sile so imele okoli 18.000 mrtvih in ranjenih. Maja istega leta se je morala Črna Gora skladno s sklepi Londonske konference umakniti in Skader prepustiti novoustanovljeni državi Albaniji.
Med prvo svetovno vojno so črnogorske sile 27. junija 1915 ponovno okupirale Skader. Mesto je zatem zasedla avstro-ogrska vojska in v njem ustanovila poveljstvo svoje okupacijske cone. Po prvi svetovni vojni je bila v mestu nekaj časa mednarodna vojaška uprava Albanije, dokler ni marca 1920 prešel pod upravo albanske vlade v Tirani. V drugi polovici leta 1920 je Skadru grozil napad vojske Kraljevine Srbov, Hrvatov in Slovencev. V letih 1921-1924 je bil središče demokratskih gibanj. Demokratska opozicija je 31. maja 1924 dobila večino glasov v Ustavodajni skupščini. Demokrati so prevzeli mesto in iz Skadra zapovedovali Tirani. Od leta 1924 do 1939 se je počasi industrijsko razvijal. Ustanovile so se majhne tovarne za predelavo hrane ter proizvodnjo tekstila in cementa. Število tovarn se je od 43 v letu 1924 do leta 1938 povečalo na 70. Leta 1924 je imelo mesto 20.000 prebivalcev, leta 1938 pa 29.000.
Skader je bil sedež katoliške nadškofije in je imel več verskih šol. Prva laična šola je bila odprta leta 1913, državna gimnazija pa leta 1922. Mesto je imelo tudi prvo športno zvezo v Albaniji in prvi športni klub  Vllaznia (Bratstvo).
V zgodnjih 1900. letih je Skader ponovno postal glavno središče, tokrat demokratičnega gibanja, ki je privedlo do padca komunističnega režima Enverja Hoxhe. Po padcu režima se je mesto začelo intenzivno obnavljati. Decembra 2010 je mesto z okolico zajele katastrofalne poplave, verjetno največje v zadnjih sto letih. Leta 2011 je bil na Bojani zgrajen vrtljiv most, ki je zamenjal bližnji stari most.

## Znamenitosti
V mestu in okolici je več naravnih in kulturnih znamenitosti. Med najbolj privlačnimi je mestna četrt Pjaca v samem središču mesta, kjer sta spomenika materi Terezi in Luigju Garakuqiju, in Gjuhadol okoli ene od najbolj živahnih mestnih ulic, ki povezuje katedralo in središče mesta.
Najbolj prepoznavna mestna znamenitost je trdnjava Rozafa, poznana tudi kot Rozafati. Zgrajena je bila v obdobju Ilirov in je povezana z legendo, da je bila Rozafa, nevesta najmlajšega od treh bratov, živa zazidana v mestno obzidje, da bi odvrnila zlega duha, ki ga je vsako noč porušil. Mlečno bela voda, ki teče preko kamenja na glavnem vhodu, naj bi bila Rozafino mleko, s katerim je dojila svojega novorojenega sina. Rozafa je namreč od zidarjev zahtevala, naj ji ne zazidajo prsi, ene noge, da bi lahko zibala sinovo zibko in ene roke, da bi ga lahko pobožala pred spanjem. V trdnjavi je muzej, posvečen zgodovini gradu in njegovim legendam.
Skadrsko jezero je največje jezero na Balkanskem polotoku in v poletnem času velika turistična zanimivost.
Drugo zanimivo turistično mesto so ruševine Sarde (Shurdhah), srednjeveškega mesta na otoku na Drimu kakšnih 15 km od Skadra. Sarda ima površino kakšnih pet hektarjev in je bila nekoč poletno zatočišče slavne družine Dukagjini.
Približno pet kilometrov vzhodno od Skadra je srednjeveška trdnjava Drisht.
V Skadru je tudi stadion Loro-Borici, drugi največji stadion v Albaniji.

## Pobratena mesta
- - Prizren, Kosovo
- - Ulcinj, Črna gora
- - Gjakova, Kosovo
- - Cetinje, Črna gora